# Ukrajinská literatura

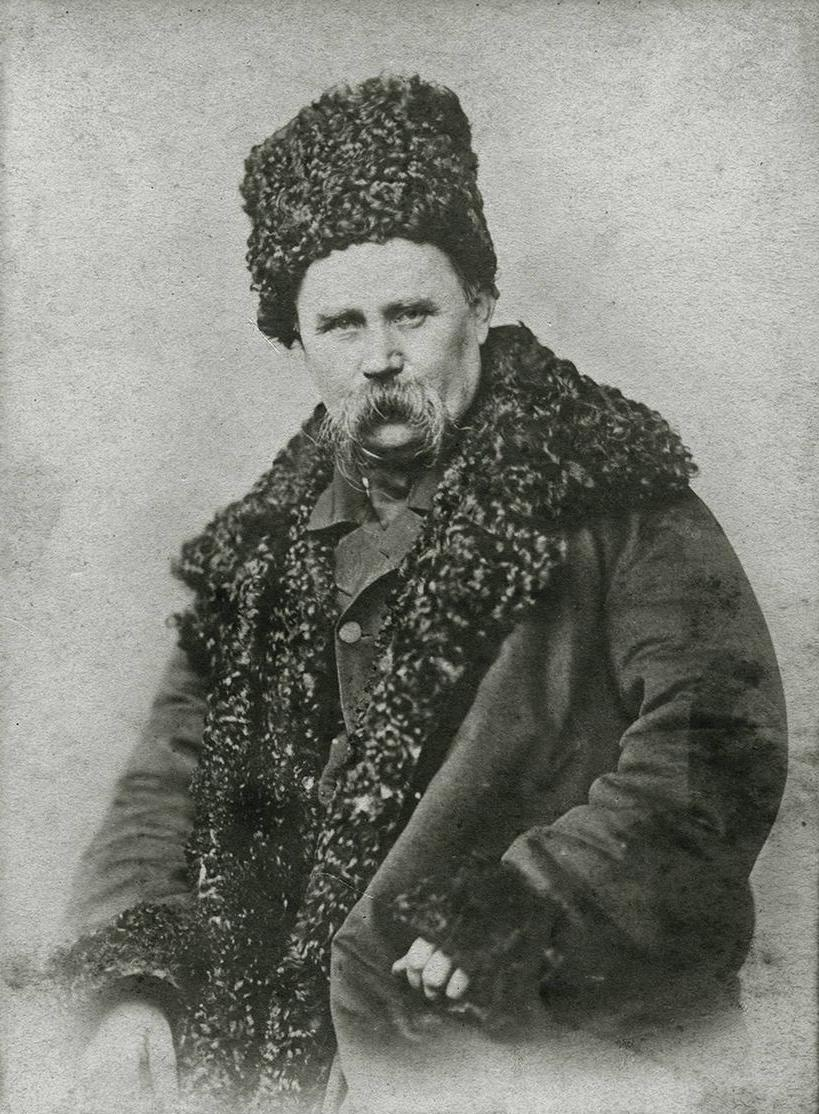
Taras Ševčenko, básník a folklorista, největší osobnost ukrajinského romantismu

Ukrajinská literatura je soubor literárních děl, která byla složena či napsána Ukrajinci nebo v ukrajinštině. K nejstarším ukrajinským památkám patří lidové písně, heroické byliny a kronikářská, náboženská a epická tvorba Kyjevské Rusi v období středověku; v tomto období splývají počátky ukrajinské a ruské literatury. Po rozpadu kyjevské Rusi ve 13. století byla tato tradice přerušena. Až do konce 18. století vznikaly na území Ukrajiny texty především latinské, ruské, polské nebo staroslověnské – západní část území byla ovlivňována Polskem (později Rakouskem), východní část území Moskevským velkoknížectvím (později Ruskem). Prvním významným dílem napsaným v ukrajinštině se stala až roku 1798 satirická Enejida (Aeneida) Ivana Kotljarevského.
19. století je v ukrajinské literatuře, podobně jako v ostatních evropských literaturách, charakterizovatelné postupným přechodem od romantismu přes realismus až k moderně. Romantismus, který literaturu ovládal v první polovině století, reprezentuje především básník Taras Ševčenko. Realistické období, do nějž spadá například Ivan Nečuj-Levyckyj, bylo poznamenáno četnými carskými zákazy publikace v ukrajinštině. Přelom 19. a 20. století pak ovlivnil především kritik Ivan Franko a dramatička Lesja Ukrajinka. Po revolučních časech let 1917 až 1921 přišla 20. léta, která jsou v ukrajinské literatuře vnímána jako éra rozkvětu a obrození – k vlivným autorům patřil symbolista Pavlo Tyčyna a myslitel a spisovatel Mykola Chvyljovyj, který prosazoval přijímání západních kulturních vlivů.
Ve 30. letech byla v rámci stalinských čistek většina ukrajinských literátů zavražděna nebo umístěna do gulagů a tvorba se podřídila režimnímu diktátu a preferování standardizovaného socialistického realismu. Po krátkém uvolnění na konci 50. a počátku 60. let, kdy publikoval například scenárista Olexandr Dovženko, režim znovu utáhl šrouby a došlo k novému zakazování a věznění. Teprve politika glasnosti ve druhé polovině 80. let znamenala možnost rozvoje různorodější literatury a omezení cenzury. Obrat ke svobodnějšímu literárnímu prostředí byl dovršen po rozpadu Sovětského svazu a osamostatnění Ukrajiny, kdy se generace autorů vrhla na dosud tabuizovaná témata a postmoderní přístupy. V 90. letech pak slavil úspěch zejména Jurij Andruchovyč.

## Historie

### Počátky

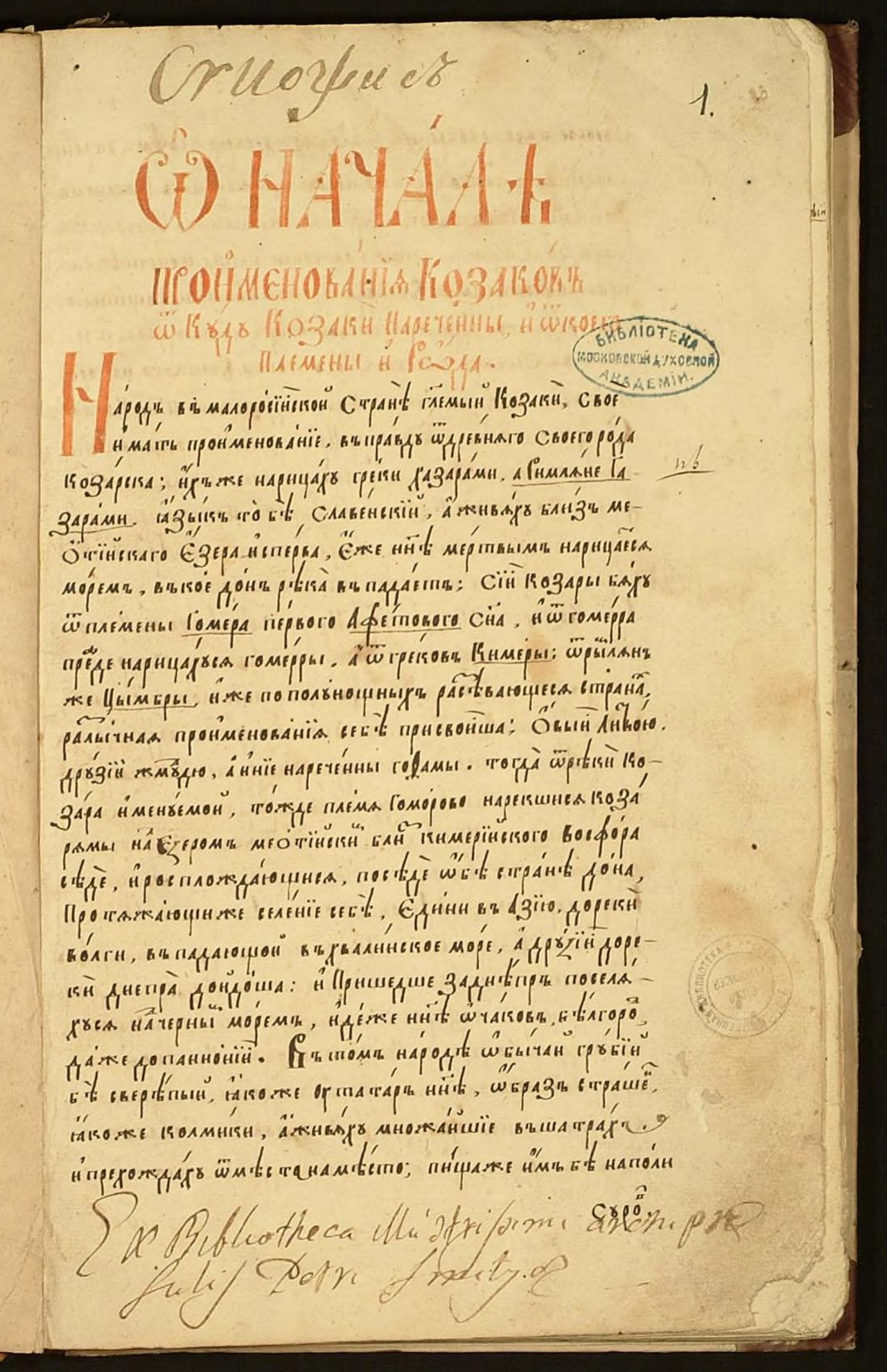
Synopsis z počátku 18. století, pojednávající o původu Kozáků

Počátky ukrajinské literatury lze hledat v předkřesťanských písních a středověkých hrdinských bylinách, které se na území dnešní Ukrajiny zpívaly až do 16. století. V průběhu raného novověku je na pozici nejoblíbenějšího epického žánru postupně nahradily kozácké dumy. Písemnictví v tomto období splývá s nejstarší epochou ruské literatury, vzhledem k tomu, že centrum východoevropské moci a kultury se nacházelo v Kyjevské Rusi, a jmenovat je možné především staroslověnské náboženské texty, kázání, sporné Slovo o pluku Igorově či kroniky (jako Nestorova Povesť vremennych let či Haličsko-volyňský letopis).
Středním obdobím staré ukrajinské literatury je období kozácké, následující po zničení Kyjevské Rusi Zlatou hordou ve 13. století. Tuto éru lze charakterizovat zvyšováním západního vlivu, především v souvislosti s rostoucím vlivem Polsko-litevské unie, která ovládala část ukrajinského území, a později též nástupem knihtisku – první raněnovověká tiskárna byla zřízena roku 1574 ve Lvově, další pak rychle následovaly. Výrazné reakce vyvolala Brestlitevská unie (1596), která část původně pravoslavného obyvatelstva podřídila katolické církvi, a byla proto literárními texty jak obhajována, tak ostře kritizována. K významným osobnostem polemické literatury patřil metropolita Hipatij Potij, obhájce Unie, a Ivan Vyšenskyj (asi 1550–1620), příznivce pravoslaví a východního asketismu. Dobovou historiografii reprezentují kozácké kroniky, mezi nimi syntetizující práce Synopsis. Dějepisecká tradice pak kvetla i nadále a patří k ní například díla Hryhorije Hrabjanky (1686–1737/1738); tyto texty později silně ovlivnily ukrajinské romantiky.

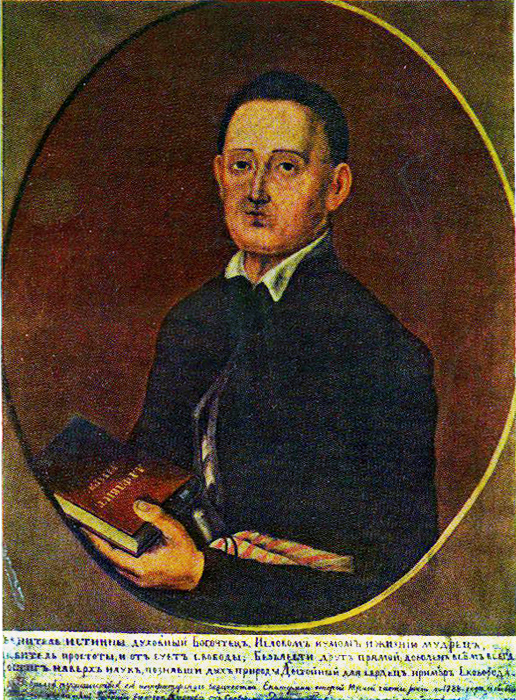
Hryhorij Skovoroda, básník a filosof ukrajinského baroka

17. a 18. století se, podobně jako ve zbytku střední a východní Evropy, vyznačovalo přijetím a rozpracováváním barokních myšlenek a motivů. Poezie, kterou psali Kasijan Sakovyč (1578–1647) nebo Ivan Velyčkovskyj (zemřel 1726), i drama, mezi jehož představitele patřil Teofan Prokopovyč (1681–1736), stále věnovaly největší pozornost náboženství. Za největší osobnost ukrajinského baroka je nicméně považován Hryhorij Skovoroda (1722–1794), učenec, filosof a básník, známý kromě jiných děl pro svůj Sad božestvennych pesnej (Sad nábožných písní, vycházel v letech 1753–1785). V ukrajinštině se psalo spíše zřídka, obvyklejší byla latina, ruština, polština, či dokonce staroslověnština.

### Zrození moderní literatury a 19. století

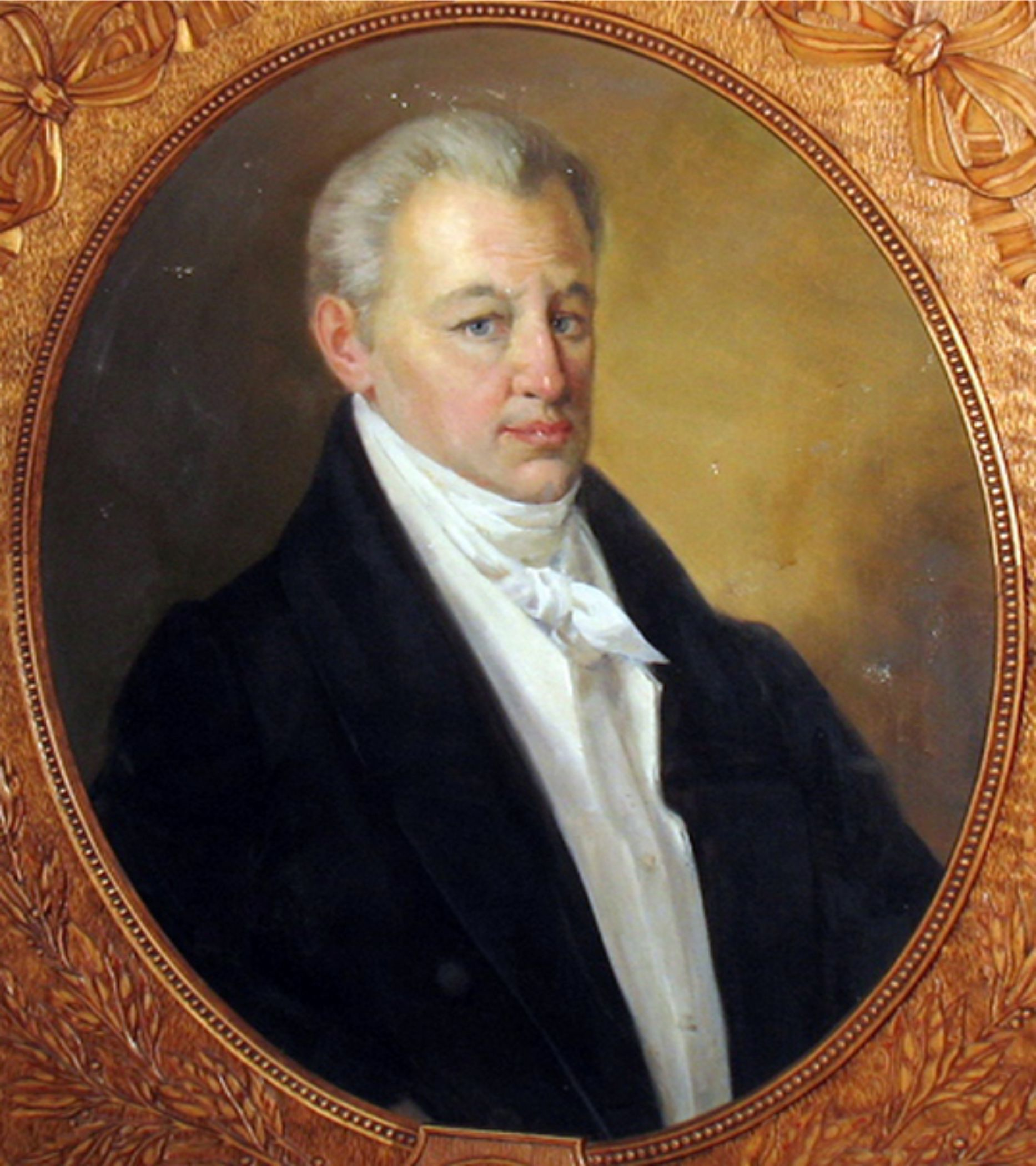
Ivan Kotljarevskyj, autor eposu Enejida (1798), zakladatelského díla moderní ukrajinské literatury

Zakladatelem novodobé literatury psané již v ukrajinštině byl Ivan Kotljarevskyj (1769–1838), autor epické básně Enejida (v českém překladu též Aeneida, Енеїда, 1798). V ní římský zakladatelský mýtus (vyprávění o Aeneovi) přenesl na dobový ukrajinský venkov, aktualizoval narážkami na místní reálie a doplnil obrazy burlesknosti a směšné poživačnosti v jídle i milostných vztazích. Groteskním laděním a výsměchem milovníkům latiny z dob kyjevského baroka pak udal tón většině následujícího ukrajinského písemnictví. Opačný pól reprezentuje vážný a patetický básník Taras Ševčenko (1814–1861), jenž představil ve své tvorbě Ukrajinu jako symbol svobody, omezované ze strany „Moskalů“ (Velkorusů). Skutečnost, že na počátku moderní ukrajinské literatury nestojí vážný a patetický národní epos (jako homérské eposy, skutečná římská Aeneis či česká Slávy dcera), nýbrž epos výsměšný, pociťovali někteří intelektuálové a myslitelé (mezi nimi především Dmytro Čyževskyj, autor nejvlivnějších dějin ukrajinské literatury) jako nedostatek a anomálii, jiní autoři (jako Martin C. Putna) naopak jako mimořádnou přednost.
Přestože je Ševčenko největším a nejvlivnějším z ukrajinských romantiků a autorem vlivných básní a historických poém jako Hajdamakové (1841), literární romantismus se rozvíjel hned ve třech velkých centrech. Charkovský romantismus vedl Ševčenko a byl ovlivněn především etnografickými výzkumy a prací s lidovými pověstmi. K významným básníkům patřili dále Levko Borovykovskyj (1806–1889) a Amvrosij Metlynskyj (1814–1870). Na západě Ukrajiny se na konci 30. let devatenáctého století zrodila Rusínská triáda, původně skupina lvovských seminaristů vedená Markijanem Šaškevyčem (1811–1843). Skupina začala svou dráhu významnou sbírkou Rusalka Dnistrovaja (Dněsterská rusalka, 1837). Třetím důležitým místem je pak Kyjev, kde v průběhu 40. let vzniklo romantické Cyrilometodějské bratrstvo, jež kulturní snahy spojovalo s politickými snahami o směřování k demokracii a větší míře politické a společenské svobody.
Skutečnost, že velká část ukrajinského území byla součástí ruského impéria, vedla k tomu, že část ukrajinských tvůrců přijala dvojí identitu, často spojenou s působením v Petrohradě a vnímáním ukrajinskosti jako dílčí kultury v mezích širší slovanské říše. V rámci ruské literatury se pak hovoří o „ukrajinské škole“, tedy tvorbě poruštěných ukrajinských spisovatelů jako Vasilij Narežnyj, Vasilij Kapnist, Orest Somov (pseudonym Porfirij Bajskyj), Aleksej Perovskyj (pseudonym Antonij Pogorelskyj), a především Nikolaj Vasiljevič Gogol. Poslední jmenovaný zpracovával témata své rodné země ve sbírkách fantastických povídek Večery na samotě u Dikaňky (1831–1832) a navazující sbírce Mirgorod (1835). K ukrajinské škole se však počítají i etničtí Rusové, kteří zpracovávali ukrajinské náměty, například Kondratij Rylejev. V polském písemnictví se ukrajinskou kulturou a historií nechali inspirovat i četní významní autoři: Juliusz Słowacki, Antoni Malczewski, Józef Bogdan Zaleski a Seweryn Goszczyński a jiní.

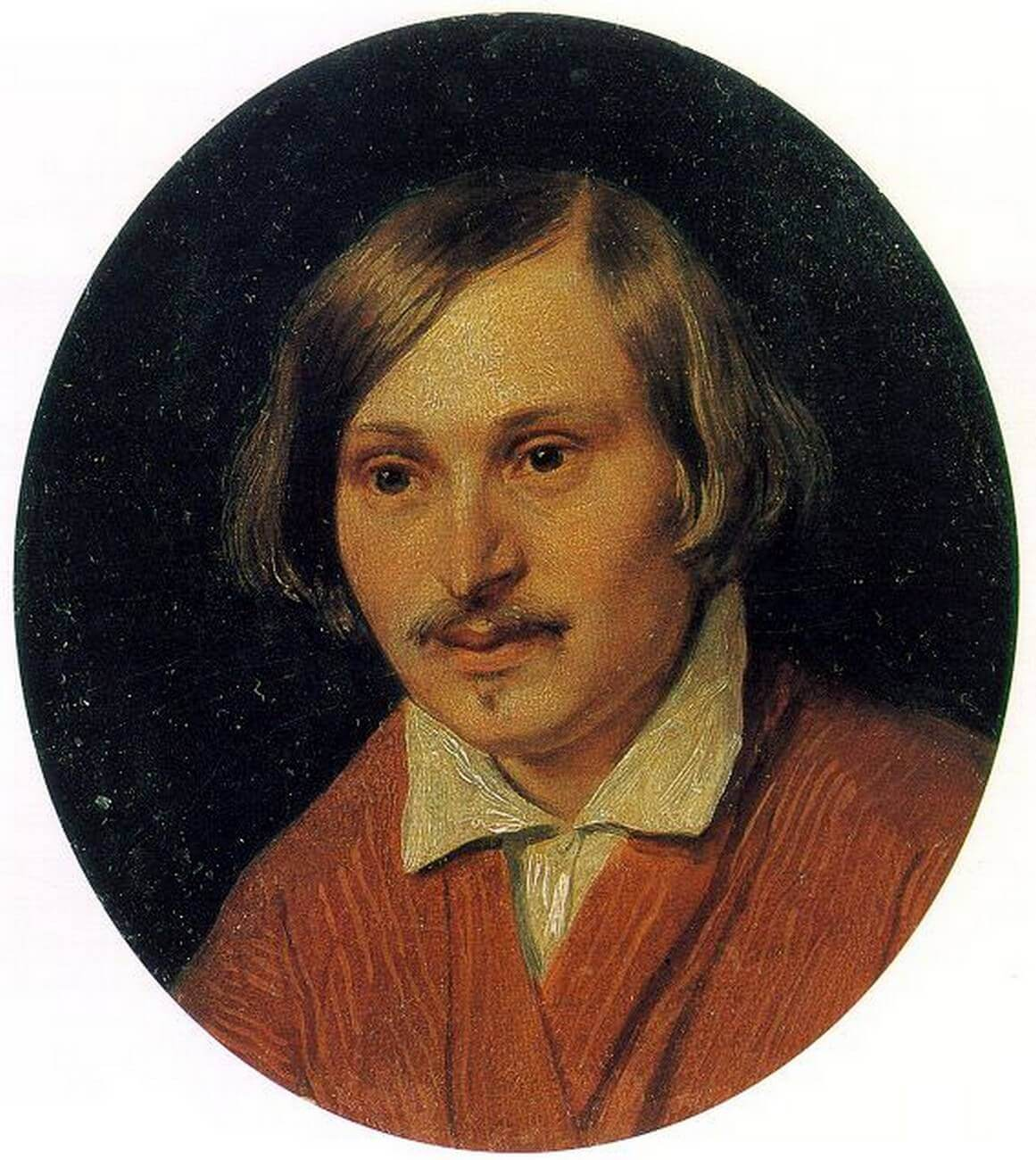
Nikolaj Vasiljevič Gogol pocházel z východní Ukrajiny a stal se reprezentantem „ukrajinské školy“ v ruské literatuře

Rovněž prostředí českého národního obrození jevilo o ukrajinskou kulturu, vnímanou jako dědičku starých slovanských tradic, určitý zájem, byť méně hluboký než o díla většiny jiných slovanských jazyků. Ke sblížení došlo především prostřednictvím generace charkovských romantiků a Ševčenka. Styky s českou kulturou pěstoval především ruský folklorista Izmail Srezněvskij, jenž se ve svém „charkovském období“ ponořil do studia ukrajinských lidových a národních písní. Ukrajinský folklor pak sehrál klíčovou úlohu – společně s folklorem jihoslovanským – v tvorbě českých obrozenských etnografů, sběratelů a básníků, jako byli Václav Hanka, Karel Jaromír Erben či Ladislav Čelakovský.
Od 60. let devatenáctého století se zájem autorů i čtenářů začal obracet k realistickému psaní. Nově se proto rozvíjela především próza, k typickým dílům patří Kajdaševa simja (Kajdašova rodina, 1879), zachycující prostý život rolníků, či Chmary (Mraky, 1908), popisující svět městské inteligence; oba jmenované romány napsal Ivan Nečuj-Levyckyj (1838–1918). Literární rozkvět byl však stále silněji brzděn cenzurou carského režimu; od 60. let se začaly množit zákony, které omezovaly či zcela zakazovaly publikaci děl v ukrajinštině. Tato skutečnost vedla k přesunu talentovaných tvůrců do oblasti dramatu (kde se prosadil především Mychajlo Staryckyj, 1840–1904) a mimo území Ruské říše, do oblasti Haliče, které v tomto období patřila pod Rakousko-Uhersko, kde se postupně prosadil především spisovatel a kritik Ivan Franko (1856–1916). Neutěšená politická situace vedla k širokým debatám o roli ukrajinštiny a ukrajinské literatury. K nejvýraznějším osobnostem veřejného života patřil Mykola Kostomarov (1817–1885), který sice podporoval kulturní a osvětové snahy, avšak doporučoval, aby „maloruský jazyk“ zůstal malým, venkovským a praktickým a aby se nesnažil marně vyrovnat jazykům s dlouhodobě rozvinutou literaturou a vědou. Úplné politické a kulturní osamostatnění od ruského vlivu nebylo v tomto období vnímáno ani nejoptimističtějšími mysliteli jako dosažitelný cíl.
V 90. letech devatenáctého století se realismus začal vyčerpávat a o jeho místo jakožto vedoucího literárního směru se postupně začaly ucházet různé varianty literárního modernismu – Mychajlo Kocjubynskyj (1864–1913) a Vasyl Stefanik (1871–1936) uvedli na scénu impresionismus, ke psychologii se obrátil Volodymyr Vynnyčenko (1880–1951) a dekadenci spolu se symbolismem reprezentovala haličská skupina Moloda muza (Mladá múza) a kyjevský časopis Ukrajinska chata. Olha Kobyljanska (1863–1942) a Hnat Chotkevyč (1877–1938) pak zpracovávali v novoromantickém duchu ženskou otázku. Závažným politicko-kulturním zlomem se stal revoluční rok 1905, po kterém tlak carské cenzury zeslábl.

### Počátek 20. století
Podobně jako jinde v Evropě vycházela ukrajinská literatura počátku 20. století ze snah osvobodit uměleckou činnost a nacházet hodnoty v ní samotné. Ideově a teoreticky ovlivnil tvorbu tohoto období nejsilněji Ivan Franko, když na přelomu století publikoval několik významných esejí o literatuře a estetice a prosazoval oddělení kritiky umění jako svébytného oboru od politických, společenských a náboženských vlivů a debat. Rovněž se podílel na založení lvovského literárního časopisu Literaturno-naukovyj vistnyk (Literárně-vědecký věstník), jehož prostřednictvím byly do oblasti Ukrajiny uvedena díla významných západních autorů (Guye de Maupassant, Maurice Maeterlincka, Henrika Ibsena, Augusta Strindberga a mnohých dalších). Z ukrajinských autorů publikovali v časopise Vynnyčenko, Kobyljanska, Jackiv, Stefanyk či Oles, ale i starší autoři, například Nečuj-Levyckyj či Hrynčenko. V roce 1907 se časopis v souvislosti s uvolněním carské cenzury přesunul do Kyjeva.
Definitivní vstup modernismu do ukrajinského písemnictví lze datovat rokem 1903, kdy byl péčí Mykoly Voroného (1871–1938) vydán almanach Z nad chmar i z dolyn (Zpoza mraků i z údolí). Z jinak umírněného směřování se vymykal pozdější orientalista Ahatanhel Krymskyj (1871–1942), který do svých textů, zejména románu Palmova veja (Palmové větve, 1901), vložil množství dekadentních prvků – homoerotickou lásku, vypjatou sexualitu, mystiku a súfismus. Temnou a pesimistickou modernistickou poezii psal také Petro Karmanskyj (1878–1956).

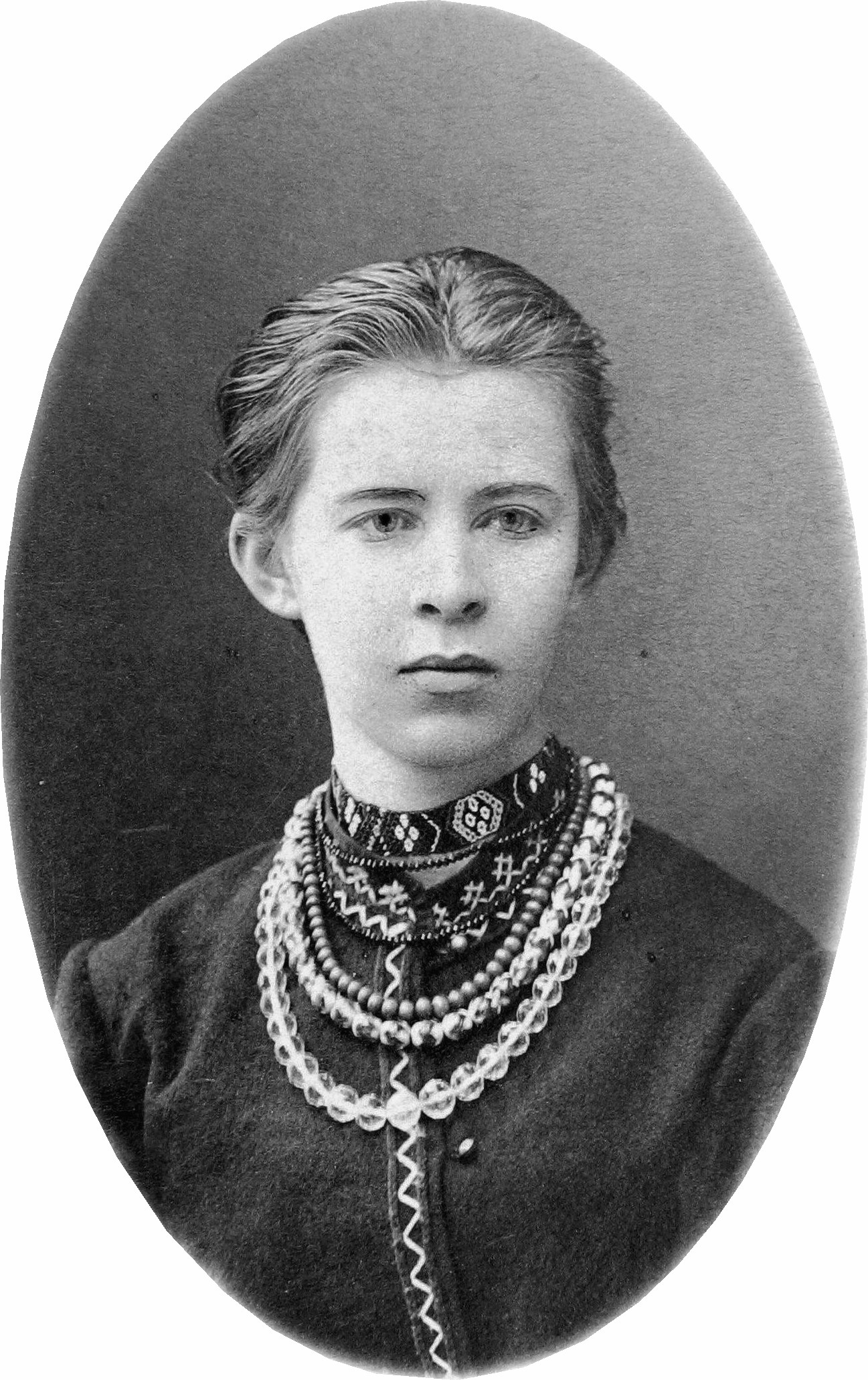
Lesja Ukrajinka, významná ukrajinská autorka básní a divadelních her z počátku 20. století

Na přelom 19. a 20. století lze umístit také tvorbu významné básnířky a dramatičky Lesji Ukrajinky (vlastním jménem Larysa Kosač-Kvitka, 1871–1913). Už dobovou kritikou byla vnímána jako největší talent ukrajinské kultury od Ševčenkových časů. Ve svých dramatických básních jako Lesní píseň (1912), Oderžyma (Posedlá) či Na poli krovy (Na krvavém poli) často zpracovávala jak lidové příběhy, tak náměty ze světové historie a literatury; její hra Bojarova žena byla pro své protiruské vyznění zakázána až do roku 1989. Význačnou modernistkou byla též Olha Kobyljanska, která kromě modernistických povídek publikovala i dva vlivné romány: Zemlja (Země, 1902) a V nedilju rano zillja kopala (Čarodějné kvítí, 1909).

### 20. léta a ukrajinské obrození
První světová válka a následující léta znamenaly pro Ukrajinu neobyčejně bouřlivé období. Na ukrajinském území se nacházela východní fronta; německé operace vedly k rozvoji partyzánského hnutí včetně anarchistických oddílů. Od roku 1918 docházelo k postupnému upevňování bolševické moci a probíhala ruská občanská válka. K nejvýraznějšímu ohrožením v roce 1920, kdy polská vojska dobyla Kyjev, sovětská protiofenziva ovšem následně získala celé území dnešní Ukrajiny, s výjimkou Haliče. Zatímco pravobřežní Ukrajina na západ od Dněpru preferovala samostatné zřízení, levobřežní a jižní část Ukrajiny se přiklonila ke svazku s Ruskem. Připojení Ukrajiny jako sovětské republiky do Sovětského svazu v roce 1922 mělo pak pro národ a kulturu dalekosáhlé důsledky.
Již v roce 1919 se v souvislosti s porážkami protibolševických sil rozhodla část významných ukrajinských spisovatelů (jako Oles, Voronyj nebo Vynnyčenko) pro emigraci na Západ. Jiní spisovatelé a literární skupiny v zemi nicméně zůstaly a rozhodly se pro koexistenci s bolševickým zřízením, které na rozdíl od carismu umožňovalo alespoň částečnou ukrajinizaci vzdělávacího systému. Někteří režimní činovníci (jako Olexandr Šumskyj nebo Mykola Skrypnyk) se zasazovali o ochranu ukrajinské kultury, a po celá 20. léta se tudíž mohla literatura v rámci Sovětského svazu rozvíjet bez větších omezení.

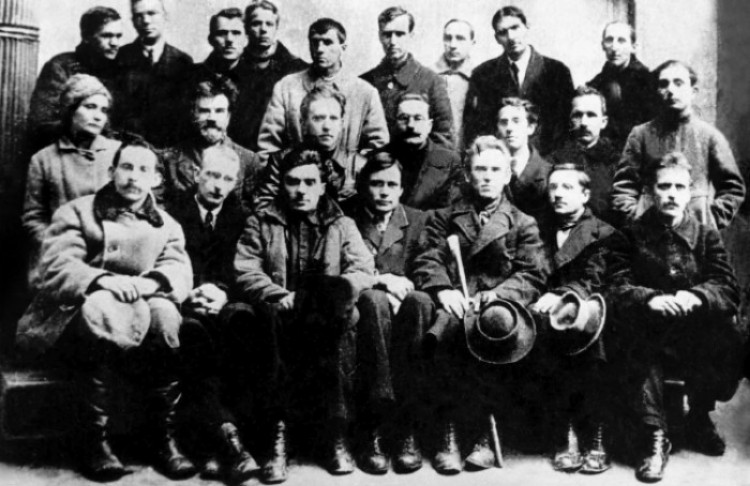
Skupina charkovských a kyjevských tvůrců v roce 1923, přítomni jsou také Mykola Chvyljovyj a Pavlo Tišina

Významnou roli hrála avantgarda. Literární symbolismus reprezentoval Pavlo Tyčyna (1891–1967), známý především svou prvotinou Soňašni kljarnety (Sluneční klarinety, 1918). Ukrajinský futurismus nalezl svého nejvýznamnějšího představitele v Mychajlu Semenkovi (1892–1938). Část básníků z 20. let, jež vycházela z francouzského parnasismu, je označována za neoklasicisty – řadí se k nim například Maksym Rylskyj (1895–1964) nebo Mykola Zerov (1890–1937). Ve svých textech se obvykle pokoušeli vyhýbat politickým otázkám; podobně k psaní přistupovala také skupina Lanka, jejímž hlavním představitelem byl povídkář a překladatel Valerijan Pidmohylnyj (1901–1941). Až dlouho po své smrti byl doceněn západoukrajinský modernistický básník Bohdan-Ihor Antonyč (1909–1937), autor spirituálně laděné poezie s prvky lemkovského folklóru, jehož tvorba byla po roce 1939 zakázána a na scénu se vrátila až v 60. letech.
Opačný přístup než neoklasicisté vyznávali ukrajinští socialisté a komunisté. Vasyl Čumak (1900–1919), Hnat Mychajlyčenko (1892–1919) a Andrij Zalyvčyj přišli jako přívrženci komunismu o život v průběhu revolučních časů a bývají někdy označováni jako „první chrabří“ (perši chorobri). Jiní autoři, především Mykola Chvyljovyj (1893–1933), ve svém nadšení v průběhu 20. let ochladli; Chvyljovyj se časem přihlásil k opuštění ruských kulturních i politických vzorů a přimknutí země k západnímu socialismu, čímž si vysloužil odmítavou reakci samotného Stalina. Chvyljovyj se stal zakladatelem vlivného spolku VAPLITE (Vilna Akademija Proletarskoj Literatury, tedy „Svobodná akademie proletářské literatury“) a pro své prozaické úspěchy bývá srovnáván s Pilňakem či Zamjatinem. Podobně jako oni skončil tragicky – po začátku stalinistických čistek ukončil svůj život roku 1933 sebevraždou. V rámci VAPLITE pak působili někteří z nejoblíbenějších dobových tvůrců jako Mykola Bažan (1904–1983), Ivan Dniprovskyj, Volodymyr Sosjura (1898–1965) a mnozí další.
Po období jistého poklesu ukrajinsko-českých kulturních styků (jež nastalo, když odeznělo prvotní romantické nadšení) došlo od počátku 20. století k vytváření nových vazeb. Namísto lidové tvorby se předmětem zájmu staly spíše otázky politické a literárněkritické; do českého tisku pak přispívali ukrajinští literáti a literární badatelé jako Hipolyt Boczkowski (1884–1939), Ivan Bryk (1879–1947), Bohdan Lepkyj (1872–1941) či Ostap Luckyj (1883–1941). Když se Ukrajina stala součástí Sovětského svazu, objevila se v Praze početná ukrajinská emigrace, s výjimkou Dmytra Čyževského (1894–1977) však v českém prostředí nezanechala významnější stopu. Ze sovětských ukrajinských básníků okouzlil české levicové tvůrce básník Pavlo Tyčyna, jehož výbor Vítr z Ukrajiny vyšel v roce 1927 i v českém překladu.

### Po roce 1934

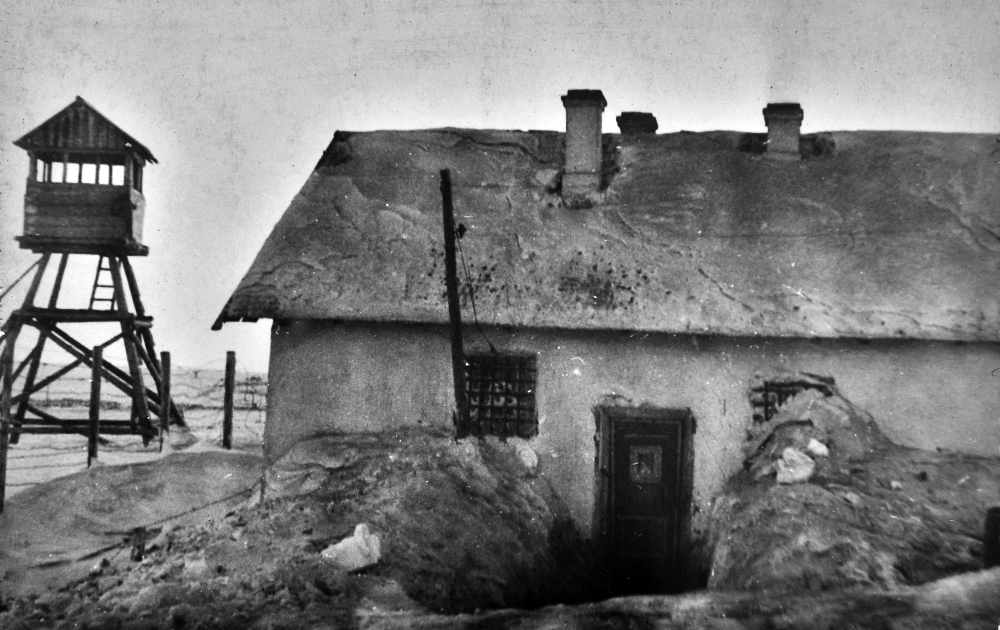
Během stalinských čistek ve 30. letech byla většina ukrajinských spisovatelů zatčena a zavražděna nebo umístěna do gulagu, na snímku tábor Vorkuta

Po „ukrajinském obrození“ ve 20. letech došlo ve 30. letech dvacátého století k prudké změně kurzu, spojené s utužováním režimu v rámci stalinismu. Velké množství autorů bylo popraveno nebo odvlečeno do gulagů, někdy se proto používá označení „popravené obrození“. V táborech zahynuli Zerov, Semenko, Pidmohlnyj a nesčetní další – došlo k likvidaci přibližně dvou třetin nejvýznamnějších představitelů ukrajinské literatury. Veškerý kulturní život pak přešel pod kontrolu komunistické strany, která různorodost přístupů tvrdě potlačila ve prospěch sjednoceného, socialistickorealistického uměleckého programu, vynucovaného jedinou povolenou literární organizací – Všeukrajinským svazem proletářských spisovatelů.

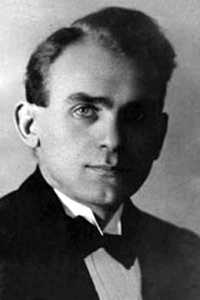
Ulas Samčuk, spisovatel a organizátor ukrajinského exilu

Období od roku 1934 do Stalinovy smrti v roce 1953 se neslo ve znamení prosazování schematické literatury zachycující především úspěchy při budování průmyslu a při kolektivizaci zemědělství, později vítězství ve druhé světové válce. K významnějším představitelům patřili Jurij Smolyč (1919–1987), který se pokoušel stranické ideály prosazovat i pomocí vědeckofantastické literatury, Oleksander Kopylenko (1900–1958), zachycující budovatelské nadšení mládeže, či Andrij Holovko (1897–1972), jenž v rozsáhlém románu Artem Harmaš zobrazil střet nacionálních a komunistických sil během revoluce. V oblasti poezie dosáhl úspěchů Mykola Tereščenko (1898–1966) a drama obohatil Ivan Kočerha (1881–1952). Během okupace německými vojsky se někteří ukrajinští literáti uchýlili ke kolaboraci s nacismem, nejčastěji motivované nacionalistickými nebo protibolešvickými postoji. Nejvýznamnějším příkladem je Ulas Samčuk (1905–1987), který v deníku Volyň šířil hitlerovskou propagandu a nevybíravě útočící především na „židobolševiky“, Židy a Poláky. Přestože ve svých literárních textech antisemitismus neprojevil, vina se s ním táhla i v poválečném období, kdy působil v zahraničí – emigroval nejprve v roce 1944 do Německa, posléze v roce 1948 do Kanady.
Prosazování jednoduchých, černobílých narativů lze i v této době vnímat jako postupný proces. Těsně po skončení druhé světové války se například mohly objevovat texty tematizující alespoň částečně genocidu Židů, jako Ja, ščaslyva Valentyna (Já, šťastná Valentýna) od Varvary Čerednyjčenkové (1896–1949), kde protagonista zjišťuje, že celá jeho rodina byla zavražděna během masakru v Babím Jaru. Postupně však začalo být zobrazování jiného utrpení než hrdinného utrpení sovětského lidu vnímáno jako nevhodné a zbytečně „komplikující“ dějiny. Po vytlačení židovské tematiky z veřejného prostoru začali dokonce i ukrajinští autoři židovského původu, kteří psali v jidiš, například Motl Talalajevskyj (1908–1978) či Mychajlo Stein, směřovat své snahy spíše do oblasti dětské literatury.
Většího rozkvětu dosáhla ukrajinská literatura v exilu. Na sklonku druhé světové války, v roce 1945, založili ukrajinští spisovatelé v Německu organizaci Umělecké ukrajinské hnutí (Mysteckyj ukrajinskyj ruch), jehož cílem byla podpora a propagace ukrajinské literatury bez vazeb na politiku. V čele stáli Ulas Samčuk a George Shevelov (Jurij Ševelov, 1908–2002), který byl činný jako lingvista a historik. Hnutí, které působilo do roku 1949, publikovalo tři společné soubory. Jeho členové vydali některá z nejvýznamnějších poválečných ukrajinských děl. Jurij Kosač (1908–1990) napsal historický román Den hnevu (Den hněvu, 1948), Dokija Humenna (1904–1996) trilogii Dity chumatskoho šljachu (Děti chumatské cesty, 1948–1951) a Viktor Petrov (pseudonym Viktor Domontovyč, 1894–1969) se stal autorem modernistického románu Bez gruntu (Bez kořenů, 1948). Holodomor zachytil Ulas Samčuk v románu Temnota (1957), vydaném ve Spojených státech. K poválečným básníkům se zařadili Mychajlo Zerov (pseudonym Mychajlo Orest, 1901–1963), autor sbírky Duša i dolia (Duše a osud, 1946) Ivan Bahrjanyj (1906–1963), jenž sepsal Zolotyj bumerang (Zlatý bumerang, 1946), Bohdan Nyžankivskyj (1909–1986), autor sbírky Ščedrisť (Štědrost, 1946), a další.
Početná byla ukrajinská diaspora, především ve Spojených státech amerických a v západní Evropě. V emigraci působili starší básníci Todos Osmačka (1895–1962), rovněž autor románového vyobrazení kolektivizační kultury (Plan do dvoru, Plán pro dvůr, 1951), a především Vasyl Barka (1908–2003), autor sbírek Apostoly (Apoštolové, 1946) a Bily svit (Bílý svět, 1947). Jevhen Malaňuk (1897–1968) zachytil ve verších a pamfletech apokalyptickou vizi ideologiemi sužované Ukrajiny; část emigrantů, mezi nimi například Jurij Kosač, který žil v New Yorku a publikoval historické romány, byla nicméně Sovětskému svazu nakloněna.

### Po roce 1953

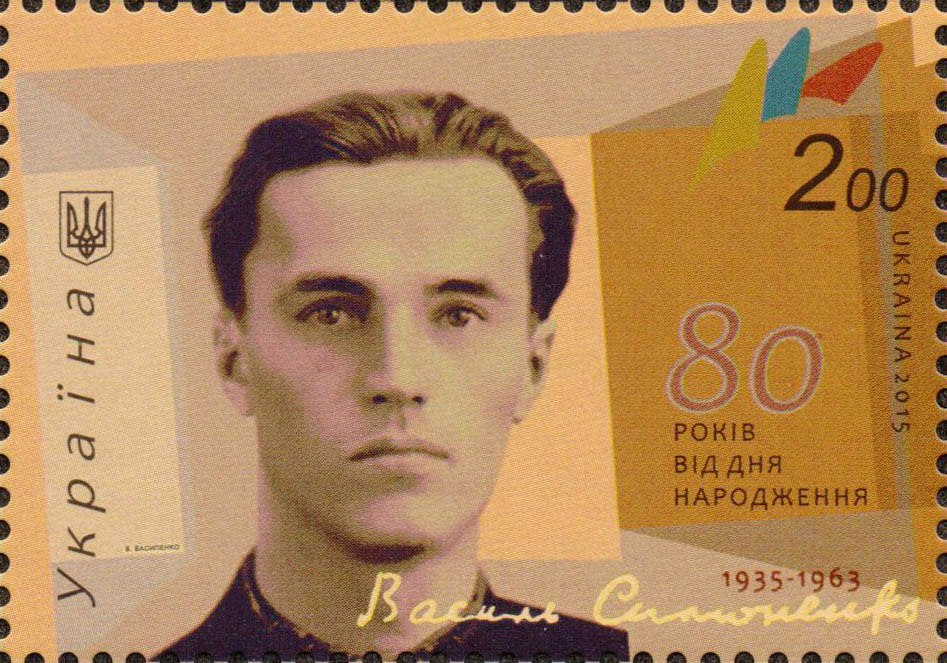
Ukrajinský básník Vasyl Symonenko, který i přes předčasnou smrt v roce 1963 udal tón nové generaci, na známce z roku 2015

Po Stalinově smrti roku 1953, a především po Chruščevově odsouzení kultu osobnosti, se poměry začaly opět uvolňovat. Někteří autoři se přizpůsobili především formálně – například Mychajlo Stelmach (1913–1983) ze svého stalinistického románu Velyka ridnija (Velká rodina, 1951) vypustil chválu vůdce a text znovu vydal jako Krov ljudska ne vodyca (Lidská krev není voda, 1957). Změna však uvolnila ruce i autorům do té doby zakázaným. Olexandr Dovženko (1894–1956), činný již v době spolku VAPLITE a posléze žijící ve vyhnanství v Moskvě, se po návratu na Ukrajinu pustil do publikování filmových příběhů – coby filmový producent přepisoval a vydával své starší filmové scénáře. Největší změnu však znamenal nástup nové generace, „šedesátníků“. Šlo převážně o básníky a více než po jednotném stylu toužili po rozbití starého, bezproblémového pohledu na svět a tematizaci křehkosti mezilidských vztahů, zklamání a utrpení. Výrazné postavení si dobyli Vasyl Symonenko (1935–1963), Ivan Drač (1936–2018) či Lina Kostenková (narozena 1930).
Živá byla v tomto období ukrajinská kultura také v Podkarpatské Rusi a na východním Slovensku, kde se na organizaci kulturního života podílel Orest Zilynskyj (1923–1976) a časopisy jako Duklja. V tvorbě pokračovali básníci jako Vasyl Grendža-Donskyj (1897–1974) a Fedir Lazoryk (1913–1969), mezi mladšími autory veršů vynikl především Stepan Hostyňak (narozen 1941), autor sbírky Lyše dvoma očyma (Jen dvěma očima, 1969) a dalších děl. Prózu psali v zakarpatské oblasti Vasiľ Zozuľák (1909–1994), Michal Šmajda (Mychajlo Šmajda, 1920–2017) či povídkářka Jeva Bissová (1921–2005).
Nástup Leonida Brežněva v roce 1964 znamenal opětovné utužení poměrů a zatýkání disidentů, včetně mnoha literárních kritiků. Obzvláště po odstranění Petra Šelesta z pozice tajemníka KSU v roce 1972 došlo k utahování šroubů, rušení časopisů a další vlně věznění; k brutalitě stalinských čistek se však režim vrátit nedokázal. Přesto jde o období, kdy se kvalitní literatura prosazovala jen nesnadno. Redaktoři do děl často necitlivě zasahovali, socialistický realismus nabral nový dech a na výsluní se opět dostala především témata úspěšné kolektivizace, přebudovávání venkova a „Velké vlastenecké války“. K úspěšným prozaikům patřil Vasyl Zemljak (1923–1977) či povídkář Hryhir Ťuťunnyk (1931–1980), jenž dokázal ukrajinskou vesnici zobrazovat s důrazy na její temné stránky, barbarství a absenci morálky. Existenciální a filosofující prózou se proslavil Jurij Ščerbak (narozen 1934) a později se chopil také tématu černobylské katastrofy. Valerij Ševčuk (narozen 1939), původně překladatel středověkých a barokních textů do moderní ukrajinštiny, využíval ve svém psaní motivů mytologických, nadpřirozených a náboženských a ceněn je obzvláště jeho historický román Try lystky za viknom (Tři lístky za oknem, 1986).

### Rozpad SSSR a období samostatnosti

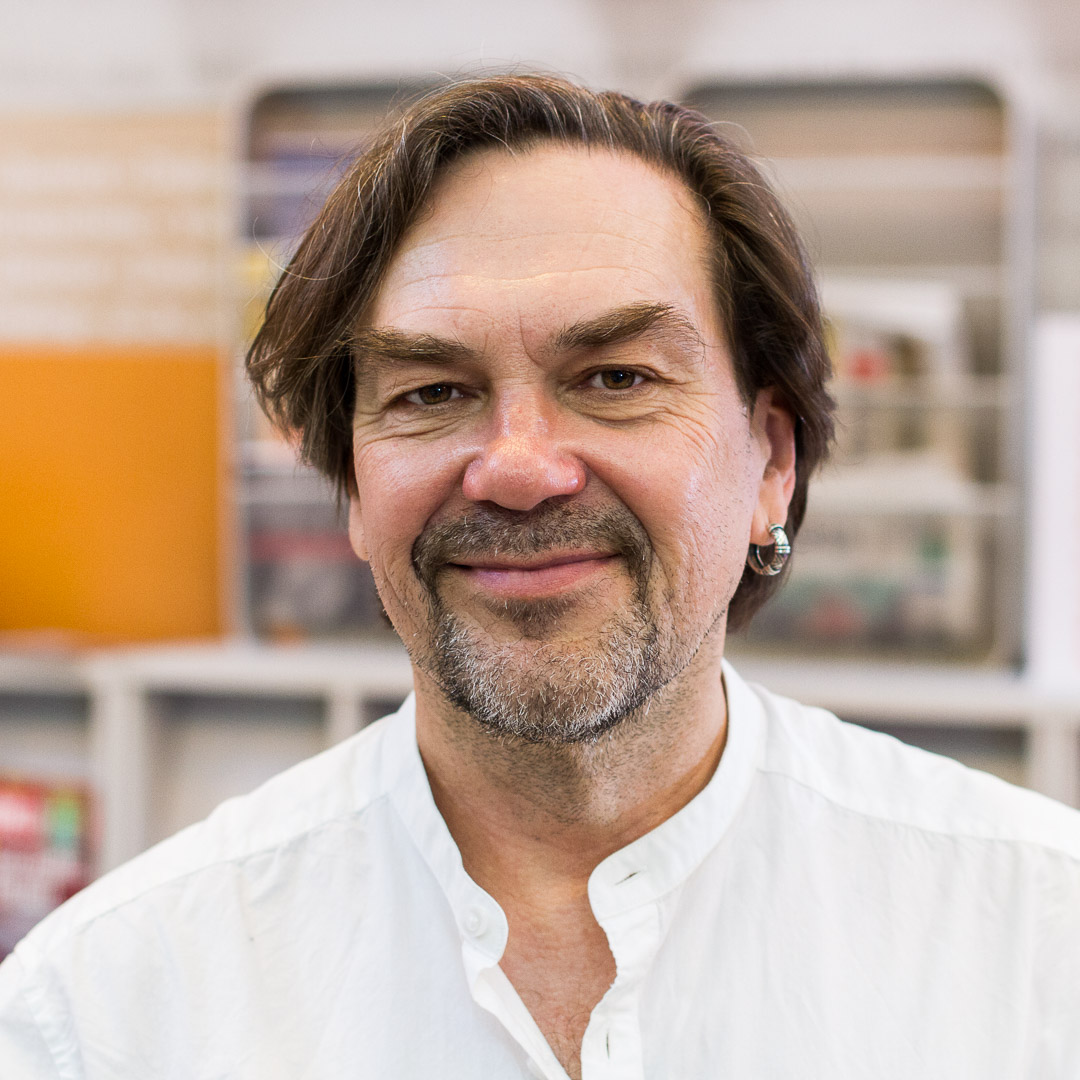
Jurij Andruchovyč, jeden z nejvýraznějších hlasů ukrajinské literatury přelomu 20. a 21. století, snímek z roku 2015

V roce 1985 se do vedení Sovětského svazu dostal Michail Gorbačov. Jeho politika glasnosti, charakterizovaná omezením cenzury a vyšší mírou otevřenosti, vedla rehabilitaci některých do té doby zakázaných či ostrakizovaných autorů. Starší autoři jako Pantelejmon Kuliš (1819–1897), Borys Hrynčenko (1863–1910), Oleksandr Oles (1878–1944) či Mykola Voronyj (1871–1938) začali být znovu vydáváni. Doboví autoři se zejména v letech 1989 a 1990 vrhli do politiky, a to především prostřednictvím organizace Ruch (Lidové hnutí Ukrajiny), která ideově navazovala na VAPLITE a kterou vedl spisovatel Ivan Drač, byť politická činnost někdy zastiňovala uměleckou produkci. Nouze ovšem nebyla o lyrické básníky; ke generaci „osmdesátníků“ lze přiřadit autory jako Jurij Andruchovyč (narozen 1960), Natalka Bilocerkivecová (narozena 1954), Pavlo Hirnyk (narozen 1956) a četní další.

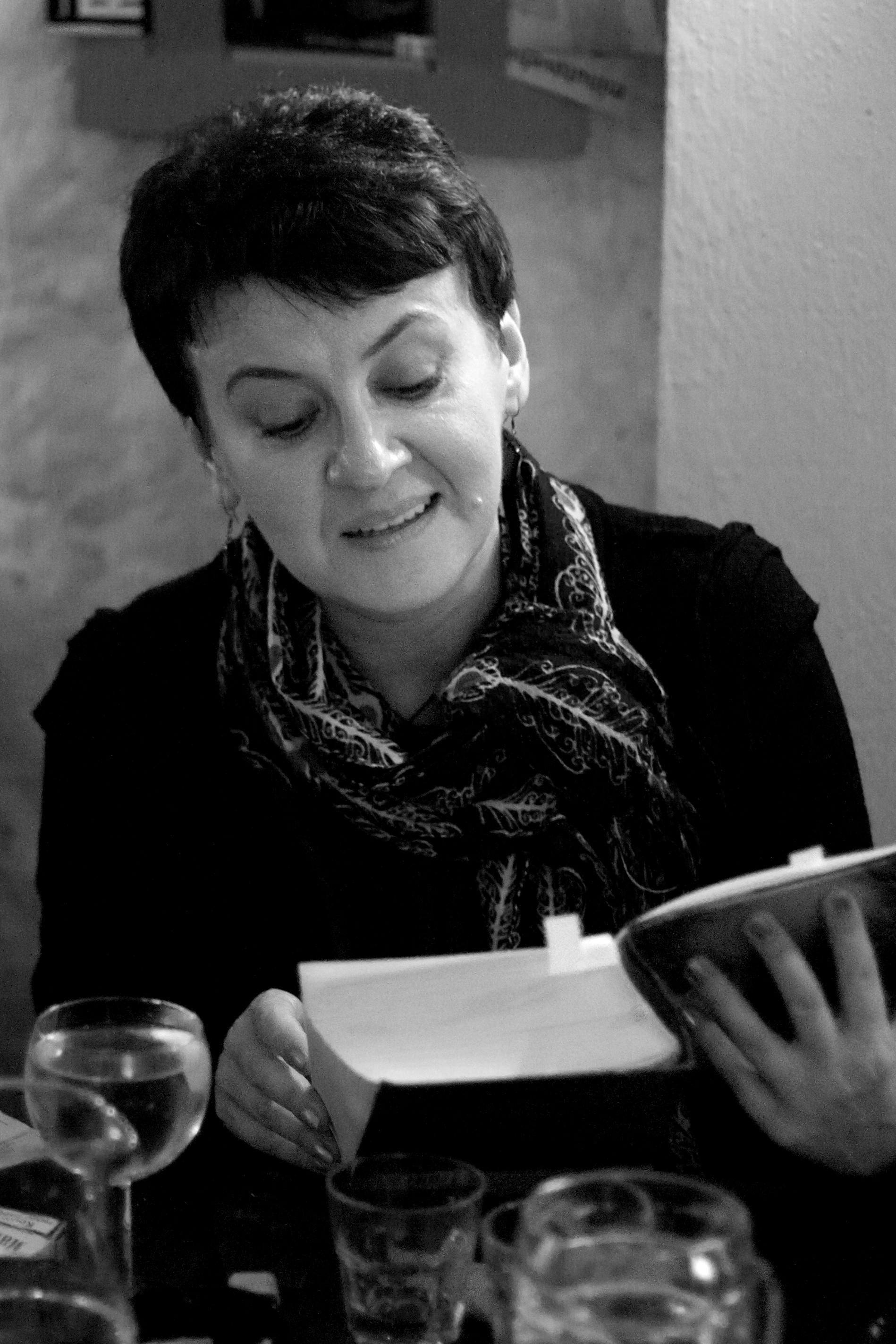
Oksana Zabužko, ukrajinská spisovatelka a myslitelka, snímek z roku 2012

Samostatná ukrajinská literatura posléze získala další velký impuls v podobě rozpadu Sovětského svazu a otevření možností psát o do té doby tabuizovaných tématech. Literární postmodernismus se začal uplatňovat především v nevážných a parodických textech avantgardních skupin jako Bu-Ba-Bu nebo LuHoSad. K velkým jménům literatury nově samostatného státu se zařadili především mladší autoři, například Jurij Andruchovyč (narozen 1960) nebo Oksana Zabužko (narozena 1960), autorka odvážných feministických próz, ale i filosof Valerij Ševčuk (narozen 1939), za sovětských časů zakazovaný a pronásledovaný.
Významným činitelem v rozvoji literatury se stal stanislavský fenomén. Jde o myšlenkové a kulturní směřování na oblasti střední Evropy, nazvané podle města Ivano-Frankivsk (Stanislav), zahrnuje však i kulturu jiných měst, včetně Lvova. K významným představitelům fenoménu patří kromě Andruchovyče také Taras Prochasko (narozen 1968), jenž klade důraz na vizualitu, prostorovost a genius loci „zaslíbené“ karpatské země, nebo Juraj Izdryk (narozen 1962), který využívá jazykové hravosti a dekonstrukce a své prózy často umisťuje do mytického, nehistorického, magickorealistického prostředí rodných hor.
Martin C. Putna popsal samostatnou ukrajinskou literaturu, především v protikladu k vážné a patetické ruské tradici, jako vitální, humornou a „horizontální“. To neznamená, že by metafyzická horizontála a vztažení se k Bohu chyběly – avšak i náboženské prvky jsou vztaženy k lidskému životu a každodennosti. Příkladem mohou být právě Andruchovyčovy romány, v nichž kreativním způsobem přetváří například Kotljarevského Aeneidu (román Moskoviada, 1993) či Gogolovy fantastické prózy (novela Rekreace aneb Slavnosti vzkříšeného ducha, 1992). Literární kritika pak v dílech samostatné ukrajinské literatury hledá nejčastěji prvky postmoderní, magickorealistické a postkoloniální.
90. léta lze popsat jako období fragmentarizace, a to nejen žánrové, ale také geografické. Velké sovětské nakladatelské domy se rozpadly a nově vznikající nakladatelství byla výrazně zakotvenější v regionech. Tento stav přetrval až do 21. století a i tři dekády po rozpadu SSSR vypadal knižní trh a nabídka knihkupectví například v Charkově či Poltavě výrazně jinak než ve Lvově nebo Lucku. Rozvíjely se také literární časopisy jako odbornější Krytyka (založena v Kyjevě a zabývá se především historickými a sociologickými tématy ve vztahu k literatuře), Kurjer Kryvbasu (založen v Kryvém Rihu v roce 1994) nebo Sučasnisť (založen již v roce 1961 v emigraci, do Kyjeva přesídlil v roce 1992) či lvovský časopis Ji (začínal jako sovětský samizdat). Moderní poezii inspirovanou meziválečnou avantgardou začal v této době psát Serhij Žadan, charkovský „postproletářský punker“, který se v následujících letech, mimo jiné i díky svému politickému aktivismu, stal jedním z mezinárodně nejvýraznějších reprezentantů soudobé ukrajinské literatury a kultury vůbec.

### 21. století
Ve 21. století začala být ukrajinská literatura opět ovlivňována válkou. Po sérii demonstrancí, které v roce 2014 svrhly proruského prezidenta Viktora Janukovyče, se kurz země obrátil k západu. Ruská armáda však ještě v roce 2014 zabrala Krym a podpořila separatistická území na východě Ukrajiny, což zahájilo dlouhotrvající konflikt. Svědectví o válce podávají četné autobiografické prózy, kromě jiných například román Vtrata (Ztráta), v němž historička Olesja Chromejčuková (narozena 1983) zachycuje smrt svého bratra Volodi na frontě a podílí se na proměně čísel z vojenské statistiky na lidské příběhy nebo Valerij Markus, autor knihy Stopy na cestě, zachycující dospívání na Ukrajině na přelomu tisíciletí i neutěšený stav ukrajinské armády v předvečer války na Donbase a první měsíce po jejím začátku. V Doněcku vznikl v roce 2010 literární festival V izoljacji (V izolaci), jehož cílem bylo prostřednictvím literárních a politických debat a workshopů s uznávanými spisovateli otupit hrany násilí. Po zabrání území proruskými separatisty v létě roku 2014 se však festival musel přesunout do Kyjeva.
Literární díla však tvořila i proruská část populace. Literární skupina STAN, činná již před okupací, vystupovala na veřejných místech ve vojenských uniformách a „vojensky obsazovala“ tramvaje za účelem recitace poezie – jedna jejích členek, Jelena Zaslavskaja (narozena 1977) se svou básní oslavující ruského velitele přezdívaného Motorola obdržela v roce 2015 v Moskvě Jeseninovu cenu. V DLR i LLR pak vznikly spisovatelské svazy, jejichž účelem je především koordinace s ruskými autory. Fjodor Berezin (narozen 1960), organizátor skupiny, ze které vznikl Luhanský svaz spisovatelů, prosazoval myšlenku, že „není čas psát o květinkách a motýlech“ – úlohou literatury je podle něj psát o „boji dobra proti zlu“ a každý autor se má aktivně zasazovat o „obranu svých občanských postojů“.